# Canton du Haut-Périgord Noir
Le canton du Haut-Périgord Noir est une circonscription électorale française, située dans le département de la Dordogne, en région Nouvelle-Aquitaine.

## Histoire
Le canton du Haut-Périgord Noir est une création issue de la réforme de 2014 définie par le décret du 21 février 2014. Il entre en vigueur à l'occasion des élections départementales de mars 2015.

## Géographie
Ce canton est organisé autour de Hautefort et Thenon dans l'arrondissement de Périgueux et comporte également plusieurs communes de l'arrondissement de Sarlat-la-Canéda. Son altitude varie de 79 m (Le Lardin-Saint-Lazare) à 357 m (Nailhac).

## Représentation
| Période élective | Période élective | Mandat | Mandat   | Identité           | Nuance | Nuance | Qualité |
| ---------------- | ---------------- | ------ | -------- | ------------------ | ------ | ------ | --- |
| 2015             | 2021             | 2015   | 2021     | Francine Bourra    |        | LR     | Chef d'entreprise Maire du Lardin-Saint-Lazare (depuis 2020) |
| 2015             | 2021             | 2015   | 2021     | Dominique Bousquet |        | LR     | Vétérinaire retraité Maire de Thenon (1983-2020) Président de la communauté de communes Terrassonnais Haut Périgord Noir (depuis 2014) Conseiller municipal de Terrasson-Lavilledieu (depuis 2020) |
| 2021             | 2028             | 2021   | en cours | Francine Bourra    |        | LR     | Conseillère sortante |
| 2021             | 2028             | 2021   | en cours | Dominique Bousquet |        | LR     | Conseiller sortant |

### Résultats détaillés

#### Élections de mars 2015
À l'issue du premier tour des élections départementales de 2015, deux binômes sont en ballottage : Francine Bourra et Dominique Bousquet (Union de la droite, 37,36 %) et Nadine Éloi et Serge Pédenon (PS, 34,61 %). Le taux de participation est de 64,49 % (7 373 votants sur 11 432 inscrits) contre 60,04 % au niveau départemental et 50,17 % au niveau national.
Au second tour, Francine Bourra et Dominique Bousquet (Union de la droite) sont élus avec 50,14 % des suffrages exprimés et un taux de participation de 67,51 % (3 506 voix pour 7 717 votants et 11 431 inscrits).

#### Élections de juin 2021
Le premier tour des élections départementales de 2021 est marqué par un très faible taux de participation (33,26 % au niveau national). Dans le canton du Haut-Périgord Noir, ce taux de participation est de 47,63 % (5 333 votants sur 11 196 inscrits) contre 40,86 % au niveau départemental. À l'issue de ce premier tour, deux binômes sont en ballottage : Francine Bourra et Dominique Bousquet (LR, 51,85 %) et Philippe Chabrol et Sandrine Géraud (Union à gauche, 33,09 %).
Le second tour des élections est marqué une nouvelle fois par une abstention massive équivalente au premier tour. Les taux de participation sont de 34,3 % au niveau national, 41,41 % dans le département et 49,44 % dans le canton du Haut-Périgord Noir. Francine Bourra et Dominique Bousquet (LR) sont élus avec 60,84 % des suffrages exprimés (3 127 voix pour 5 536 votants et 11 198 inscrits),,.

## Composition
Lors du redécoupage électoral de 2014/2015, le canton du Haut-Périgord Noir se compose de trente-quatre communes. Par rapport aux anciens cantons, il associe vingt-six communes de l'arrondissement de Périgueux (douze du canton de Hautefort, neuf du canton de Thenon, trois du canton de Saint-Pierre-de-Chignac, une du canton de Savignac-les-Églises, et une du canton d'Excideuil), et huit communes de l'arrondissement de Sarlat-la-Canéda (sept du canton de Terrasson-Lavilledieu et une du canton de Montignac). Le bureau centralisateur est celui de Thenon.
Au 1er janvier 2017, la commune nouvelle de Bassillac et Auberoche est créée mais les communes déléguées qui la composent restent réparties sur deux cantons :
- Haut-Périgord Noir (communes déléguées de Blis-et-Born, Le Change, Milhac-d'Auberoche et Saint-Antoine-d'Auberoche) ;
- Isle-Manoire (communes déléguées de Bassillac et Eyliac).

| Nom                            | Code Insee | Intercommunalité                    | Superficie (km2) | Population (dernière pop. légale)              | Densité (hab./km2) | Modifier                                    |
| ------------------------------ | ---------- | ----------------------------------- | ---------------- | ---------------------------------------------- | ------------------ | ------------------------------------------- |
| Thenon (bureau centralisateur) | 24550      | CC Terrassonnais Haut Périgord Noir | 25,92            | 1 267 (2022)                                   | 49                 | modifier les données · modifier les données |
| Ajat                           | 24004      | CC Terrassonnais Haut Périgord Noir | 21,95            | 300 (2022)                                     | 14                 | modifier les données · modifier les données |
| Auriac-du-Périgord             | 24018      | CC Terrassonnais Haut Périgord Noir | 18,63            | 400 (2022)                                     | 21                 | modifier les données · modifier les données |
| Azerat                         | 24019      | CC Terrassonnais Haut Périgord Noir | 20,05            | 449 (2022)                                     | 22                 | modifier les données · modifier les données |
| La Bachellerie                 | 24020      | CC Terrassonnais Haut Périgord Noir | 17,34            | 895 (2022)                                     | 52                 | modifier les données · modifier les données |
| Badefols-d'Ans                 | 24021      | CC Terrassonnais Haut Périgord Noir | 18,34            | 410 (2022)                                     | 22                 | modifier les données · modifier les données |
| Bars                           | 24025      | CC Terrassonnais Haut Périgord Noir | 22,58            | 243 (2022)                                     | 11                 | modifier les données · modifier les données |
| Bassillac et Auberoche         | 24026      | CA Le Grand Périgueux               | 103,26           | Fraction : 1 777 (2022) Commune : 4 365 (2022) | 42                 | modifier les données · modifier les données |
| Beauregard-de-Terrasson        | 24030      | CC Terrassonnais Haut Périgord Noir | 7,97             | 706 (2022)                                     | 89                 | modifier les données · modifier les données |
| Boisseuilh                     | 24046      | CC Terrassonnais Haut Périgord Noir | 11,90            | 110 (2022)                                     | 9,2                | modifier les données · modifier les données |
| La Chapelle-Saint-Jean         | 24113      | CC Terrassonnais Haut Périgord Noir | 3,70             | 84 (2022)                                      | 23                 | modifier les données · modifier les données |
| Châtres                        | 24116      | CC Terrassonnais Haut Périgord Noir | 12,20            | 181 (2022)                                     | 15                 | modifier les données · modifier les données |
| Chourgnac                      | 24121      | CC Terrassonnais Haut Périgord Noir | 6,96             | 69 (2022)                                      | 9,9                | modifier les données · modifier les données |
| Coubjours                      | 24136      | CC Terrassonnais Haut Périgord Noir | 9,55             | 108 (2022)                                     | 11                 | modifier les données · modifier les données |
| Fossemagne                     | 24188      | CC Terrassonnais Haut Périgord Noir | 21,88            | 553 (2022)                                     | 25                 | modifier les données · modifier les données |
| Gabillou                       | 24192      | CC Terrassonnais Haut Périgord Noir | 7,91             | 97 (2022)                                      | 12                 | modifier les données · modifier les données |
| Granges-d'Ans                  | 24202      | CC Terrassonnais Haut Périgord Noir | 11,81            | 148 (2022)                                     | 13                 | modifier les données · modifier les données |
| Hautefort                      | 24210      | CC Terrassonnais Haut Périgord Noir | 25,68            | 814 (2022)                                     | 32                 | modifier les données · modifier les données |
| Le Lardin-Saint-Lazare         | 24229      | CC Terrassonnais Haut Périgord Noir | 10,85            | 1 666 (2022)                                   | 154                | modifier les données · modifier les données |
| Limeyrat                       | 24241      | CC Terrassonnais Haut Périgord Noir | 19,72            | 430 (2022)                                     | 22                 | modifier les données · modifier les données |
| Montagnac-d'Auberoche          | 24284      | CC Terrassonnais Haut Périgord Noir | 10,02            | 137 (2022)                                     | 14                 | modifier les données · modifier les données |
| Nailhac                        | 24302      | CC Terrassonnais Haut Périgord Noir | 19,35            | 292 (2022)                                     | 15                 | modifier les données · modifier les données |
| Peyrignac                      | 24324      | CC Terrassonnais Haut Périgord Noir | 6,30             | 594 (2022)                                     | 94                 | modifier les données · modifier les données |
| Saint-Rabier                   | 24491      | CC Terrassonnais Haut Périgord Noir | 15,87            | 560 (2022)                                     | 35                 | modifier les données · modifier les données |
| Sainte-Eulalie-d'Ans           | 24401      | CC Terrassonnais Haut Périgord Noir | 11,83            | 296 (2022)                                     | 25                 | modifier les données · modifier les données |
| Sainte-Orse                    | 24473      | CC Terrassonnais Haut Périgord Noir | 23,54            | 349 (2022)                                     | 15                 | modifier les données · modifier les données |
| Sainte-Trie                    | 24507      | CC Terrassonnais Haut Périgord Noir | 10,91            | 113 (2022)                                     | 10                 | modifier les données · modifier les données |
| Teillots                       | 24545      | CC Terrassonnais Haut Périgord Noir | 10,02            | 99 (2022)                                      | 9,9                | modifier les données · modifier les données |
| Temple-Laguyon                 | 24546      | CC Terrassonnais Haut Périgord Noir | 2,94             | 35 (2022)                                      | 12                 | modifier les données · modifier les données |
| Tourtoirac                     | 24555      | CC Terrassonnais Haut Périgord Noir | 25,43            | 638 (2022)                                     | 25                 | modifier les données · modifier les données |
| Villac                         | 24580      | CC Terrassonnais Haut Périgord Noir | 20,61            | 285 (2022)                                     | 14                 | modifier les données · modifier les données |
| Canton du Haut-Périgord Noir   | 2405       |                                     |                  | 14 105 (2022)                                  |                    | modifier les données                        |

## Démographie
En 2022, le canton comptait 14 105 habitants, en évolution de −2,95 % par rapport à 2016 (Dordogne : +0,37 %, France hors Mayotte : +2,11 %).
| 2013   | 2018   | 2022   |
| ------ | ------ | ------ |
| 14 830 | 14 288 | 14 105 |